# 帕姆·邦迪
帕梅拉·乔·邦迪（英語：Pamela Jo Bondi，1965年11月17日—）是一位美国律師、说客和共和黨籍政治人物，現任美國司法部長。邦迪曾于2011年至2019年担任佛罗里达州检察长，是首位任此职务的女性。
邦迪是唐納·川普的长期盟友，2020年她是第一次唐納·川普彈劾案中總統川普的辩护律师之一。

## 早年生活
邦迪出生於佛羅里達州坦普爾特雷斯。她的父親約瑟夫·邦迪（Joseph Bondi）是市議會成員，後來擔任坦普爾特雷斯市長。她畢業於坦帕市C.萊昂金高中。
邦迪於1987年獲得佛羅里達大學刑事司法文學學士學位，並於1990年獲得史丹森大學法學院法學博士學位。她是Delta Delta Delta聯誼會的本科生成員。邦迪於1991年6月24日獲得佛羅里達州律師資格。

## 早期職業
邦迪曾擔任佛羅里達州希爾斯波羅縣的檢察官和發言人，並擔任助理州檢察官。邦迪辭去了這個職位，尋求佛羅里達州總檢察長的職位。她曾與喬·斯卡伯勒一起客串斯卡伯勒的節目以及MSNBC的其他各種有線新聞節目，並在福克斯新聞擔任客座主持人。
邦迪於2006年起訴前美國職業棒球大聯盟球員德懷特·古登，罪名是違反緩刑條款和濫用藥物。2007年，邦迪也起訴了馬丁·安德森之死的被告。

## 政治生涯

### 佛羅里達州總檢察長

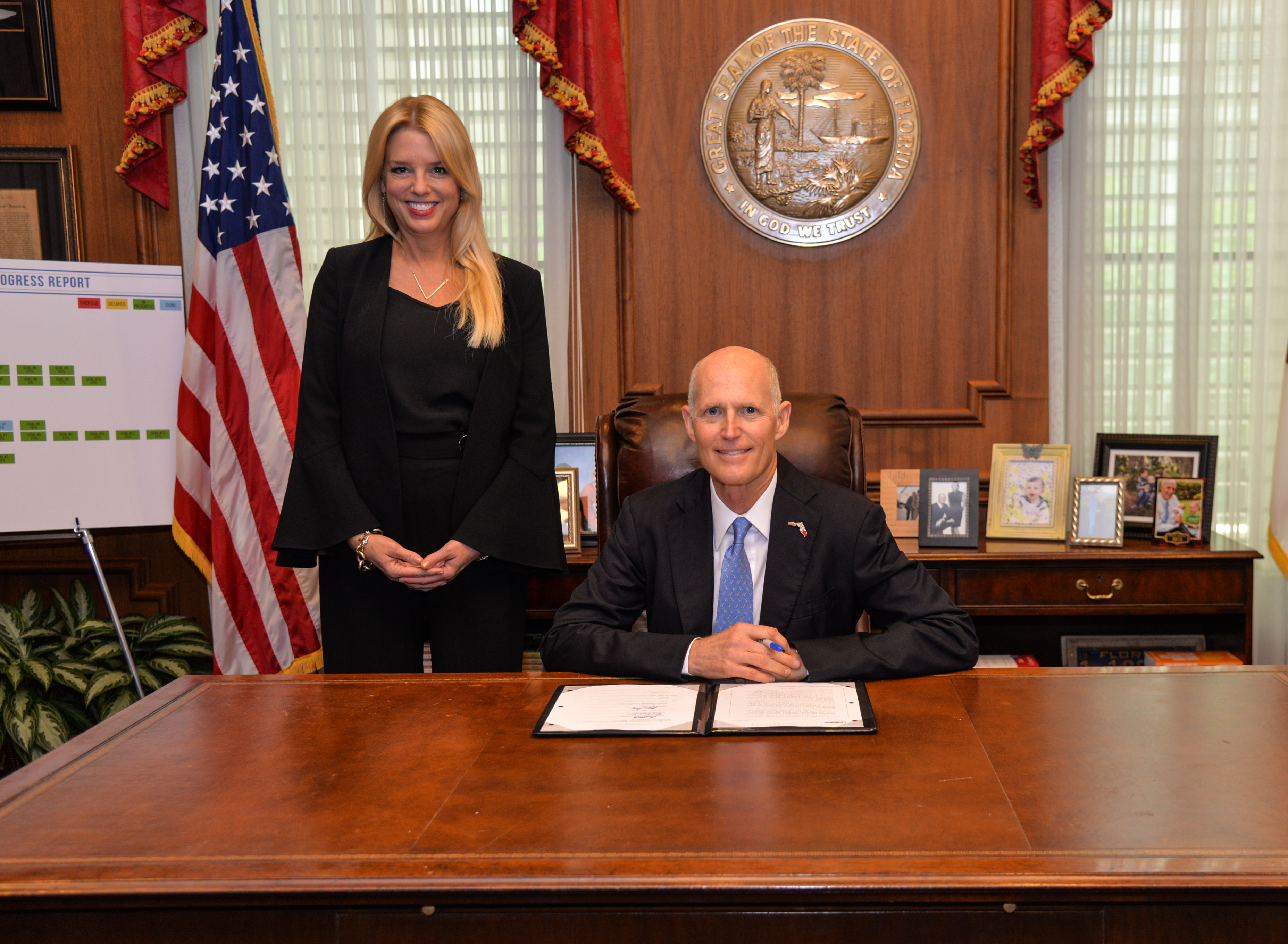
佛州州長里克·斯科特和邦迪

邦迪在2010年佛羅里達州檢察長選舉中競選佛羅里達州檢察長，邦迪得到了阿拉斯加州前州長莎拉·佩林的支持。她贏得了共和黨初選成為候選人並在選舉中擊敗了民主黨候選人，她在2014年選舉中連任。
邦迪是佛羅里達州等人訴訟美國衛生及公共服務部全国独立企业联盟诉西贝利厄斯案中的首席檢察長，該訴訟試圖推翻《患者保护与平价医疗法案》（奧巴馬健保）。在訴訟中，佛羅里達州和其他26個州辯稱，奧巴馬健保的個人授權條款違反了美國憲法。

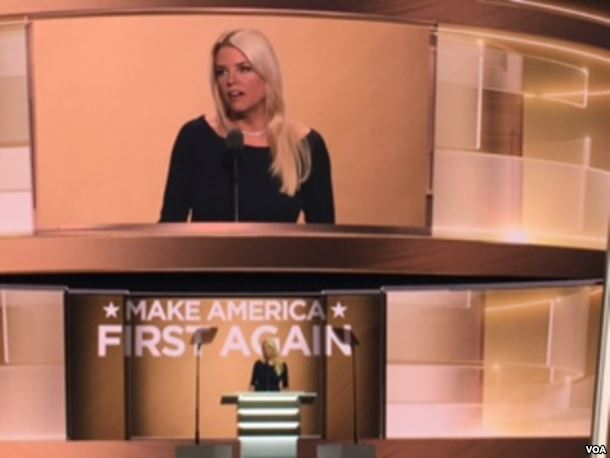
邦迪在2016年共和黨全國代表大會上發表演講

2016年，邦迪在共和黨全國代表大會上發表演講，期間她帶頭高喊「把她關起來」的口號，指民主黨總統候選人希拉莉·克林頓。2018年，邦迪與其他19個共和黨領導的州一起提起訴訟，試圖推翻奧巴馬健保禁止健康保險公司向既有身體狀況的人收取更高保費或直接拒絕承保的禁令。
邦迪反對同性婚姻和其他LGBTQ權利議題。2016年6月奧蘭多夜店槍擊案後，邦迪接受了CNN記者安德森·库珀的採訪，庫柏表示邦迪對LGBT群體的支持表達與她過去的記錄不符。庫柏表示，邦迪“要么錯了，要么沒有說實話”，而邦迪則指責庫珀煽動“憤怒和仇恨”。
2013年，邦迪也因川普對她的競選捐款而受到批評。2016年3月14日，邦迪在2016年佛羅里達州共和黨總統初選中支持川普，稱她與川普是多年好友。

## 回歸私人生活

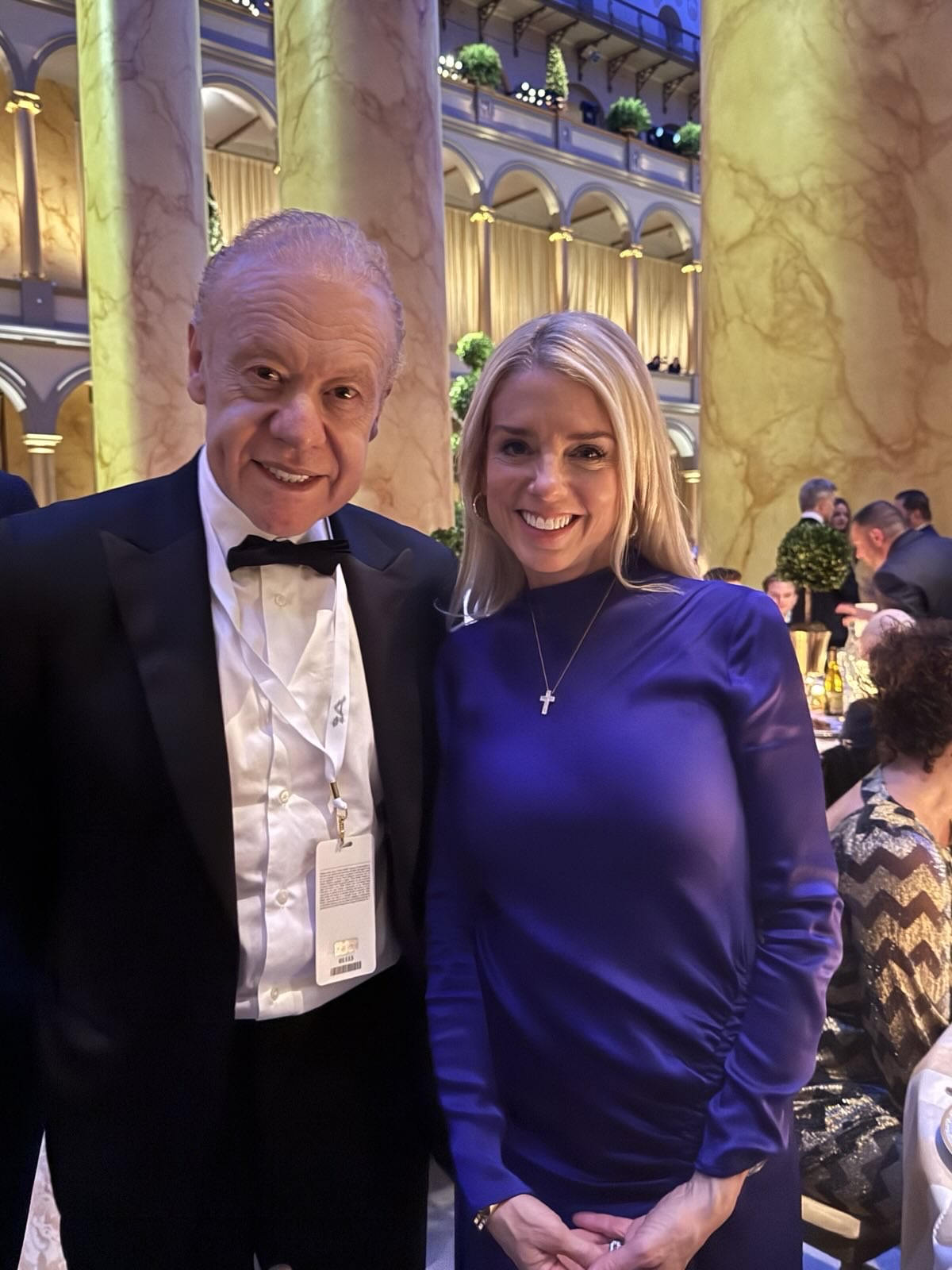
邦迪和澳洲商人安東尼·普拉特在特朗普第二次總統就職典禮

2019年她的佛羅里達州總檢察長最後一屆任期結束後，邦迪受聘於與川普關係密切的巴拉德合夥公司（Ballard Partners），並開始擔任卡塔爾的註冊說客。2019年11月，她被第一次特朗普政府聘用，在第一次唐納·川普彈劾案中幫助白宮並被賦予特殊的政府僱員身份，使邦迪能夠同時為政府工作，並擔任卡塔爾的說客。接下來的一個月，她的立場被描述為「攻擊彈劾調查的進程」。2020年1月17日，邦迪被任命為川普參議院彈劾審判辯護團隊的一員。
邦迪在2020年共和黨全國代表大會上發表支持川普的演說。2020年美國總統大選計票正在進行時，邦迪支持川普關於喬治亞州、賓夕法尼亞州和威斯康辛州存在大規模選民舞弊的說法。
2024年，邦迪領導了與川普結盟的美国优先政策研究所的法律部门，這是一個為川普潛在的第二次總統任期制定政策的非營利組織。

## 美國司法部長
2024年11月21日，美國當選總統川普宣布提名邦迪擔任美国司法部长，取代退出司法部長提名的馬特·蓋茨。

### 任期

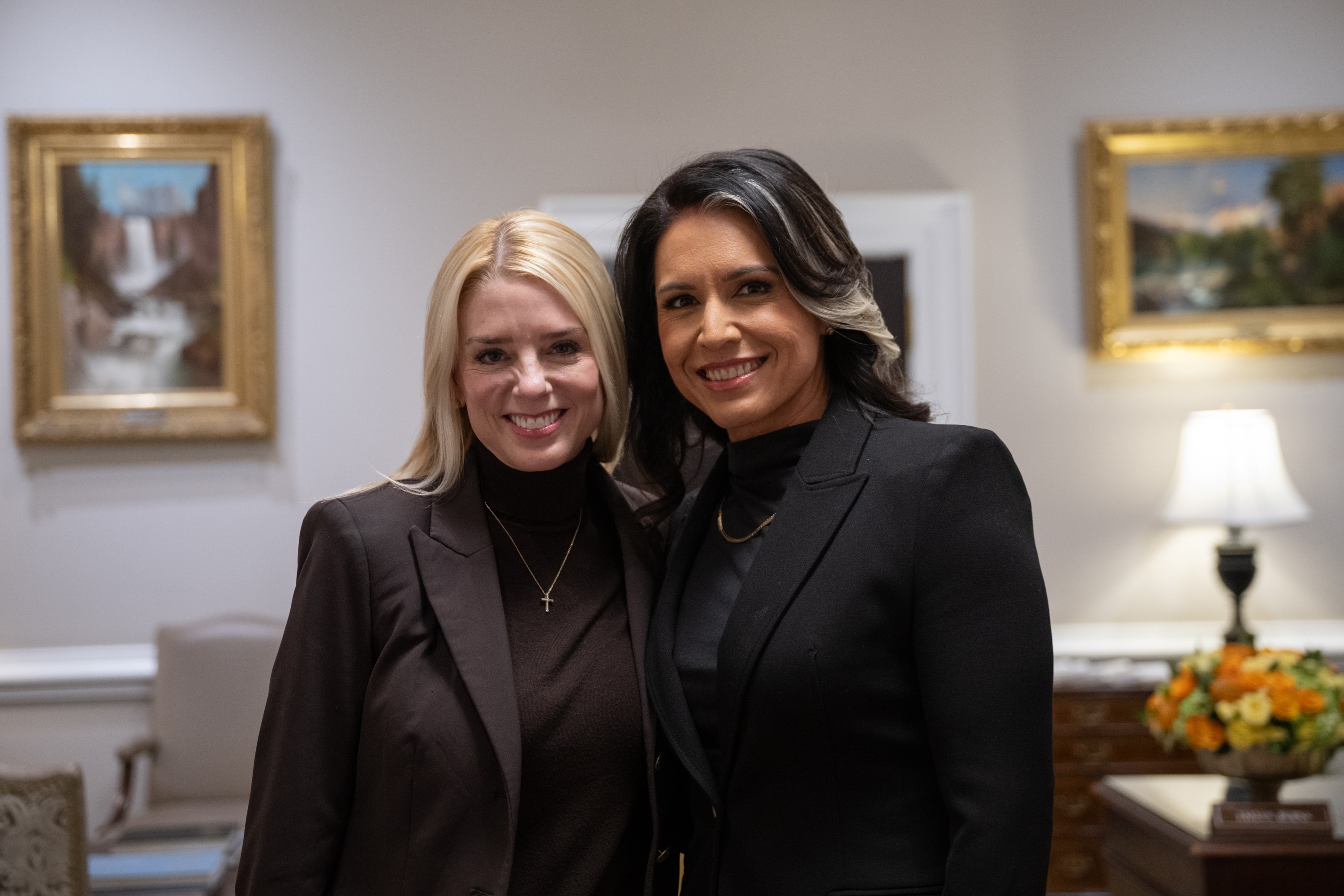
邦迪和國家情報總監圖爾西·加巴德

2025年2月4日，參議院以54–46的票數確認了邦迪的任命案，唯一投下贊成票的民主黨參議員是約翰·費特曼。邦迪於2月5日宣誓正式就職司法部長。邦迪上任第一天，她就發布命令指示一個專門負責聯邦政府“武器化”的小組調查前特別檢察官傑克·史密斯；要求司法部優先協助美國總統特朗普的大規模驅逐計劃；禁止司法部律師拒絕參與他們認為不道德的行為；重新評估與司法部的同意令和和解協議，以及確保防止出現“基於種族或性別的偏好、多元化招聘目標或基於DEI或DEIA相關標準的優惠待遇”，結束了聯邦死刑的暫停令，並命令司法部協助州和地方檢察官爭取死刑判決，並停止司法部向庇護城市提供資金。
2025年7月8日，美國司法部表示「愛潑斯坦名單並不存在」，儘管邦迪曾經在福斯新聞的採訪中批評拜登政府「擱置了這些文件，卻無人處理」，表明「愛潑斯坦的客戶名單就在我的桌子上，等我審查」（It’s sitting on my desk right now to review.），並表示自己會公開發表它。相關聲明隨後引起MAGA群體的軒然大波，並受到民主黨的批評。其後，總統特朗普在真實社交平台上發文為邦迪辯護，稱她的工作做的很好，並指「愛潑斯坦文件是民主黨人政治操作的產物」、「不要在愛潑斯坦身上浪費時間和精力，這是一個沒人關心的人」。